# لینیات
لینْیات (به فنلاندی: Linjat) یک منطقهٔ مسکونی در فنلاند است که در هلسینکی واقع شده‌است. لینیات ۰٫۶۱ کیلومتر مربع مساحت و ۸٬۸۷۰ نفر جمعیت دارد.